# Çorum (tỉnh)
Çorum là một tỉnh ở vùng Biển Đen của Thổ Nhĩ Kỳ, nhưng lại nằm ở trong nội địa và có đặc điểm của vùng Trung Anatolia hơn là bờ Biển Đen.
Khu vực này có các điểm khảo cổ có niên đại hơn 5000 năm.
Tỉnh Çorum có núi, cao nguyên. Các sông chính là Kızılırmak và Yeşilırmak.

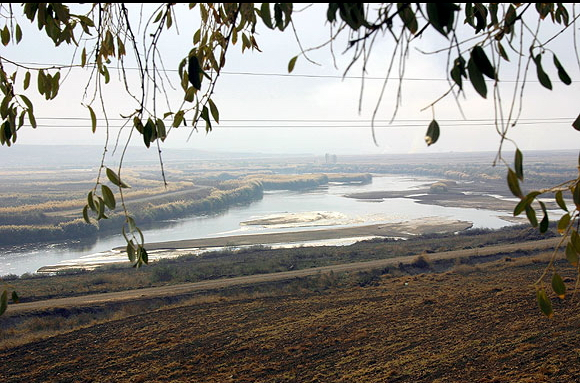
Kızılırmak và Taybı ovası, İskilip

## Dân số
| Đơn vị cấp dưới tỉnh | 1831*   | 1849   | 1893   | 1907    | 1927    | 1950    | 1960    | 1970    | 1980    | 1990    | 2000    | 2007 |
| Çorum                | 10.075* |        | 49.057 | 80.973  | 60.752  | 88.056  | 118.536 | 144.569 | 168.985 | 189.748 | 221.699 |      |
| Alaca                | -       | -      | -      | -       | 26.787  | 46.444  | 54.315  | 56.657  | 56.724  | 53.403  | 53.193  |      |
| Bayat                | -       | -      | -      | -       | -       | -       | 22.836  | 27.078  | 31.957  | 36.294  | 30.574  |      |
| Boğazkale            | -       | -      | -      | -       | -       | -       | -       | -       | -       | 9.973   | 8.190   |      |
| Dodurga              | -       | -      | -      | -       | -       | -       | -       | -       | -       | 13.550  | 10.439  |      |
| İskilip              | 11.450* | 43.442 | 43.271 | 52.362  | 53.722  | 66.611  | 55.618  | 67.434  | 72.569  | 52.569  | 45.327  |      |
| Kargı                | -       | -      | -      | -       | -       | -       | 31.564  | 32.261  | 31.247  | 26.762  | 20.388  |      |
| Laçin                | -       | -      | -      | -       | -       | -       | -       | -       | -       | 11.960  | 9.425   |      |
| Mecitözü             | -       | -      | 31.928 | 1907    | 36.752  | 44.319  | 34.598  | 35.496  | 34.911  | 31.246  | 26.064  |      |
| Oğuzlar              | -       | -      | -      | -       | -       | -       | -       | -       | -       | 11.154  | 9.083   |      |
| Ortaköy              | -       | -      | -      | -       | -       | -       | 9.580   | 11.016  | 12.420  | 13.073  | 11.820  |      |
| Osmancık             | 4.349*  |        | 17.639 | 29.473  | 29.184  | 33.494  | 42.960  | 53.849  | 63.018  | 52.490  | 53.758  |      |
| Sungurlu             |         |        | 67.607 | 39.793  | 40.405  | 62.429  | 76.382  | 90.006  | 100.000 | 88.327  | 80.840  |      |
| Uğurludağ            | -       | -      | -      | -       | -       | -       | -       | -       | -       | 18.111  | 16.265  |      |
| Tổng cộng            |         |        |        | 202.601 | 247.602 | 341.353 | 446.389 | 518.366 | 571.831 | 608.660 | 597.065 |      |

- Số liệu điều tra năm 1831 chỉ tính thành phố trung tâm, các làng và thị xã không được tính.
- Các hộp có dấu (-) là thời gian trước khi các đơn vị này trở thành đơn vị hành chính dưới tỉnh.